# Casamaccioli
Casamaccioli är en kommun i departementet Haute-Corse på ön Korsika i Frankrike. Kommunen ligger i kantonen Niolu-Omessa som tillhör arrondissementet Corte. År 2022 hade Casamaccioli 114 invånare.

## Befolkningsutveckling
Antalet invånare i kommunen Casamaccioli
Referens:INSEE